# おまたかな
おまた かな（1989年12月8日 - ）は、日本の舞台女優、声優。山梨県大月市出身。テアトル・エコー所属。
身長153cm。血液型はO型。

## 経歴
2013年 - テアトル・エコー入団。

## 出演

### 舞台
テアトル・エコー
- 2013年「想稿銀河鉄道の夜」
- 2013年「うちに来るって本気ですか？」
- 2014年「遭難姉妹と毒キノコ」
- 2015年「カフェー流星」
- 2016年「歌うならラブソング～恵比寿で逢いまSHOW～」
- 2016年「淑女はここにいる」
- 2017年「約三十の嘘」
- 2017年「月おとこ」

### テレビアニメ
- スペースバグ（2018年、アルファ）
- GO!GO!アトム（2020年）
- 天国大魔境（2023年、リビューマン）

### Webアニメ
- ベイブレードバースト ダイナマイトバトル（2021年 - 2022年、チアゴ）

### 吹き替え

#### 映画
2016年
- アリス・イン・ワンダーランド/時間の旅（ノーバディ〈ミーラ・サイアル〉）
- ピートと秘密の友達（メリーウェザー〈ジェイド・ヴェイラー〉）
- Emma エマ（ミセス・エルトン）※Netflix版
- 最'新'絶叫計画（アレックス〈トリ・スペリング〉）※Netflix版
- スペクトラル（ボグダン〈アーロン・セバン〉）

2017年
- キングアーサー（ブルー）
- フィアー・ドット・コム（ターナ）
- リベンジ・リスト（ジミー）
- ママたちのパーティーナイト（ルーカス）
- ハワード -ディズニー音楽に込めた物語-（サラ・ガレスピー）
- 美女と野獣

2018年
- モンスタートラック（メレディス〈ジェーン・レヴィ〉）

2019年
- メリー・ポピンズ リターンズ
- マイティ・ソー バトルロイヤル（アスガルド女2））
- ワンス・アポン・ア・タイム・イン・ハリウッド（プッシーキャット〈マーガレット・クアリー〉）

2020年
- ブライトバーン/恐怖の拡散者（メリリー〈メレディス・ハグナー〉）
- マーウェン（ジュリー〈ジャネール・モネイ〉）
- マペットのホーンテッドマンション（ミイラ女、ワンダ）
- イン・ザ・トール・グラス -狂気の迷路-（ナタリー・フンボルト〈レイチェル・ウィルソン〉）

2021年
- フランクおじさん（ベス・ブレッドソー〈ソフィア・リリス〉）
- クルエラ

2022年
- ウエスト・サイド・ストーリー（売春婦）
- 魔法にかけられて2（ルビー〈ジェイマ・メイズ〉）

2023年
- バード・ボックス: バルセロナ（ラウラ〈セリア・フライジェイロ〉）
- ホーンテッドマンション
- オールド・ダッド（コナーの息子）

2024年
- パリピ芸人、ロシアへ行く（リーアン）
- 神さま聞いてる?これが私の生きる道!?（ナレーター）
- アメリカン・フィクション（アグネス〈レスリー・アガムズ〉）
- ウッディー・ウッドペッカー サマーキャンプ（ガス）
- フライ・ミー・トゥ・ザ・ムーン
- バッドボーイズ RIDE OR DIE
- 落下の解剖学（裁判長〈アン・ロトジェ〉）

2025年
- ビーキーパー（エロイーズ・パーカー〈フィリシア・ラシャド〉）
- バック・トゥ・ザ・フューチャー（ミルトン	〈ジェイソン・ハーヴェイ〉）※日本テレビ版
- Mr.ノボカイン（店内の女性2）
- 立ち退き回避のススメ（ルビー〈ジャネル・ジェームズ〉）

#### ドラマ
- サバイバー: 宿命の大統領（ダービー）
- ティーン・ウルフ（モレル）
- バッドランド〜最強の戦士〜（ヴェイル）
- ハップ&レナード（レイヴァン、ペグ）
- THE BLACKLIST/ブラックリスト（エリース）
- 狼の食卓（アナ）
- ROOTS
- PERSON of INTEREST 犯罪予知ユニット
- ザ・プレイヤー
- フィアー・ザ・ウォーキング・デッド
- イージー
- フレークド
- Girlboss ガールボス
- スニーキー・ピート（トリッシュ、ヴァレリー）
- エクスタント
- アンフォゲッタブル4 完全記憶操作
- weedsママの秘密（へイリア・ジェームズ、イザベル）

2021年
- D.P. -脱走兵追跡官-（ジュンホの母）
- 真夜中のミサ（ベヴァリー・キーン〈サマンサ・スローヤン〉）

2022年
- ギレルモ・デル・トロの驚異の部屋 #4

2023年
- ナイト・エージェント（ダイアン・ファー〈ホン・チャウ〉）
- イエローストーン（キャロライン・ワーナー〈ジャッキー・ウィーヴァー〉）
- ブラック・ミラー シーズン6
- ザ・コンチネンタル:ジョン・ウィックの世界から（イェン〈ヌン・ケイト〉）
- アメリカン・ホラー・ストーリー: NYC（フラン〈サンドラ・バーンハード〉）

2024年
- 9-1-1: LA救命最前線 シーズン6〜7
- 自由研究には向かない殺人（リアン〈アンナ・M・マーティン〉）
- 理想のふたり（ニッキ・ヘンリー刑事〈ドナ・L・チャンプリン〉）
- ビフォア（ノア〈ヤコビ・ジュペ〉）
- アレックス・クロス 〜狙われた刑事〜（ナナ・ママ〈ファニタ・ジェニングス〉）

2025年
- デアデビル: ボーン・アゲイン（ソレダード・アヤラ）
- おつかれさま（イスク）

#### アニメ
- アバター伝説の少年
- アバローのプリンセス エレナ（ルナ）
- ザ・シンプソンズ（ヘレン・ラブジョイ〈2代目〉、猫おばさん〈2代目〉、リンゼイ・二ーグル〈4代目〉他）
- しゅつどう!パジャマスク（ロミオ、アン・ユー、ベタベタモンスター）
- おとぎのもりのゴールディとベア（小さなジャック）
- ヴォルトロン（ピッジ）
- パグ・パグ・アドベンチャー
- ちいさなプリンセス ソフィア
- 悪魔バスター★スター・バタフライ
- スポンジ・ボブ
- ネオ・ヨキオ（ミラ、ヘレニスト）
- マイルズのトゥモローランドだいさくせん
- 絶叫キャンプレイクボトム（ミセス・グレッチャーソン）
- せいぶのねこキャリー（ガーティ）
- デンジャー&エッグ（ルーク）
- ビー・クール スクービー・ドゥー!（アナベル、カリル）
- ウエボカートゥーン
- ラプンツェル あたらしい冒険
- バンピリーナとバンパイアかぞく（エドガー）
- ロスト・イン・オズ（イヴリン）
- ボージャック・ホースマン（ホリホック）
- ディセンダント キケンな世界（CJ）
- マペット・ベビー（ナニー）
- モンスター・ハイ（クラウディーン）
- スーパーウィングス（ドニー[25]）
- トッツ とべ! あかちゃん おとどけたい（ピップ[26]）
- ソウルフル・ワールド（マージ[27]）
- マイリトルポニー: 新しい世界（ジップ・ストーム）
- バズ・ライトイヤー[28]
- 整形水
- インサイド・ヘッド2[29]
- モアナと伝説の海2[30]

#### その他
- セサミストリート（プレーリー・ドーン、リリー）

### ナレーション
- NHK高校講座簿記

### ボイスオーバー
- 名車再生！クラシックカー・ディーラーズ
- アンティークハンター
- オーバーホール 改造車の世界
- BS世界のドキュメンタリー（NHK BS1）
  - スポーツサイエンス最先端 “身体のビッグバン”を起こせ!（2021年）
  - スポーツサイエンス最先端 究極の道具を生み出せ!（2021年）
  - スポーツサイエンス最先端 メンタルを鍛えて勝利をつかめ!（2021年）